# Listrognathus bifidus
Listrognathus bifidus là một loài tò vò trong họ Ichneumonidae.